# Toros Roslin
Toros Roslin (arménsky: Թորոս Ռոսլին; asi 1210–1270) byl nejvýznamnějším iluminátorem arménských středověkých rukopisů. Pokračoval v tradici zavedené svými předchůdci, ale obohatil ji o západoevropské vlivy. Obohatil arménskou rukopisnou malbu i o nová témata, jako je nevěřící Tomáš nebo průchod Rudým mořem. Navíc oživil žánr královských portrétů, přičemž v jeho rukopisech byly nalezeny první portréty králů z arménského exilového království v Kilíkii. Jeho styl se vyznačuje jemností barev, klasickým zpracováním postav a jejich oděvů, elegantními liniemi a inovativní ikonografií. Lidské postavy v jeho ilustracích jsou plné života a představují různé emocionální stavy. Roslinovy ilustrace často zabírají celou plochu rukopisné stránky.

## Život
O jeho životě se ví jen málo. Působil ve skriptoriu pevnosti Hromkla v Kilíkii (dnes zvané obvykle Rumkale), kam bylo v roce 1151 přeneseno sídlo patriarchy arménské apoštolské církve. Mezi jeho patrony patřili katolikos Konstantin I., král Hethum I., jeho manželka Isabella, jejich děti a zejména princ Levon (král v letech 1269 až 1289). Pouze Arméni šlechtického původu měli ve středověku příjmení, příjmení Roslin se však mezi šlechtickými arménskými rodinami nevyskytuje a nezní ani arménsky, otázka jeho původu je tak nejasná. Profesor Levon Čookaszjan, vedoucí katedry arménských dějin umění na Jerevanské státní univerzitě, tvrdí, že příjmení Roslin pochází od Henryho Sinclaira, barona z Roslinu, který doprovázel Godfreye z Bouillonu v roce 1096 při křížové výpravě do Jeruzaléma. Tato hypotéza je založena na předpokladu, že jako většina prominentních křižáků té doby si Sinclair vzal Arménku. Přibližná data Roslinova narození a úmrtí lze určit pomocí dat jeho rukopisů. Roslinovo jméno není vidět na žádném rukopisu datovaném po roce 1286 a s největší pravděpodobností zemřel v 70. letech 13. století. V kolofonu evangelia z roku 1260 Roslin zmiňuje, že má syna, což naznačuje, že byl pravděpodobně knězem, protože mnich by neměl děti, zatímco laik by v arménském prostředí pravděpodobně nebyl iluminátorem posvátných rukopisů. Žádný z Roslinových současníků ani jeho žáků se o něm ve svém díle nezmiňuje a jeho jméno je v písemných pramenech zmíněno znovu až v 17. stoletím.

## Dílo
Dochovalo se sedm rukopisů, které nesou jeho podpis, vznikly v letech 1256 až 1268. Čtyři jsou ve vlastnictví Arménského patriarchátu jeruzalémského se sídlem v katedrále svatého Jakuba. Jeden rukopis je v držení Walters Art Museum v Baltimoru. Byl vytvořen pro kněze Torose, synovce katolikose Konstantina I. Je nejbohatěji zdobeným rukopisem mezi všemi podepsanými. Rukopis byl od 17. století uchováván v Sivasu, kde zůstal až do deportace Arménů v roce 1919. O deset let později jej v Paříži koupil americký železniční magnát Henry Walters, jehož zájem o arménské umění rozdmýchaly tragické události předchozího desetiletí. Jeho manželka Sadie Waltersová pak darovala rukopis Walters Art Museu v roce 1935. Dvě evangelia, Zejtunské (1256) a Malatské (1268), se nacházejí v Maštocově ústavu starých rukopisů v Jerevanu zvaném Matenadaran. Roslinovi je někdy připisováno také několik nepodepsaných rukopisů ze 13. století.

## Ohlas
3,4 metru vysoká čedičová socha Torose Roslina byla vztyčena v roce 1967 před vchodem do Matenadaranu. Je dílem Marka Grigorjana a Aršama Šahinjana. V libanonském Bejrútu byla v roce 1981 založena Akademie výtvarných umění nesoucí Roslinovo jméno.

## Galerie

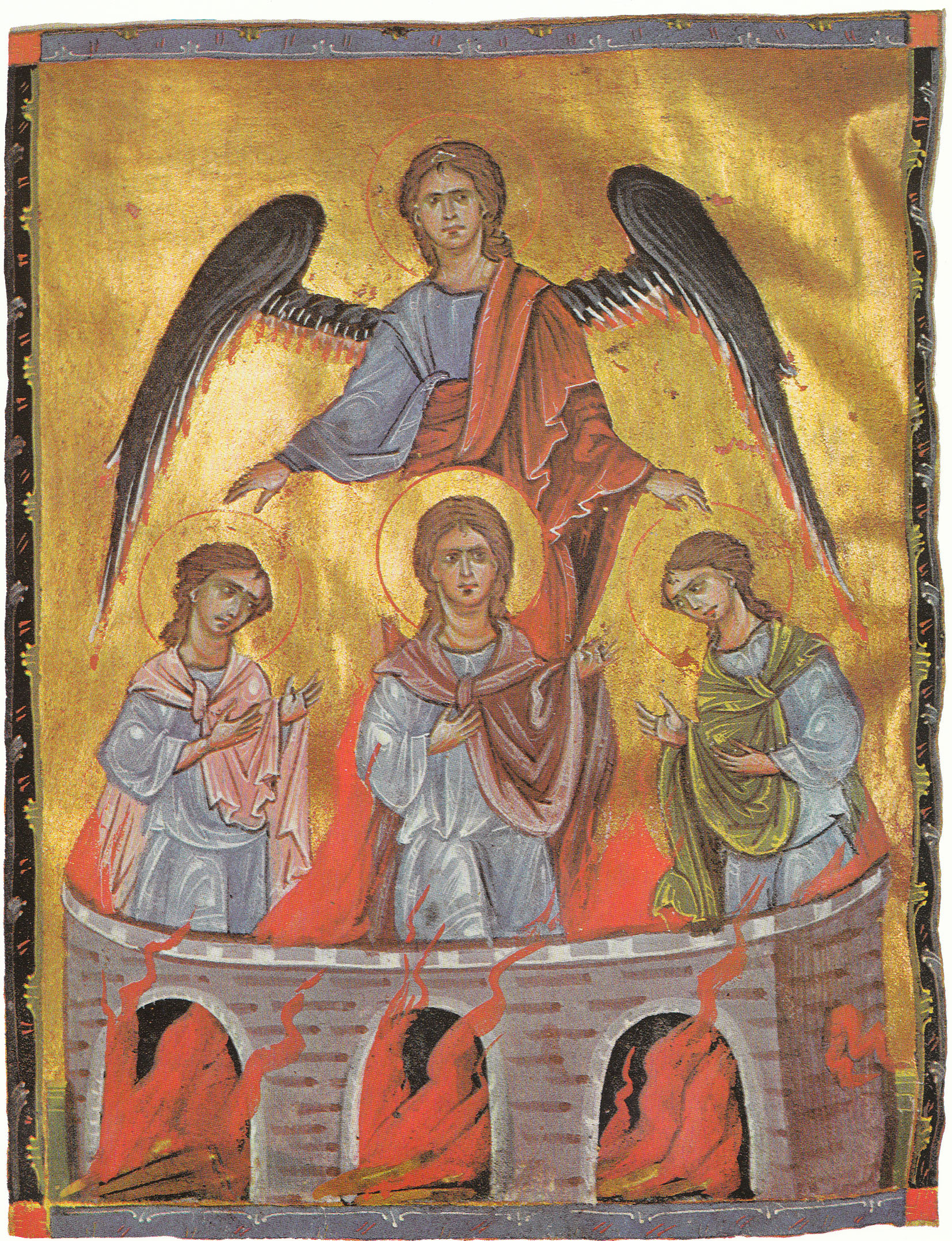
Tři mládenci v ohnivé peci
Průchod Rudým mořem
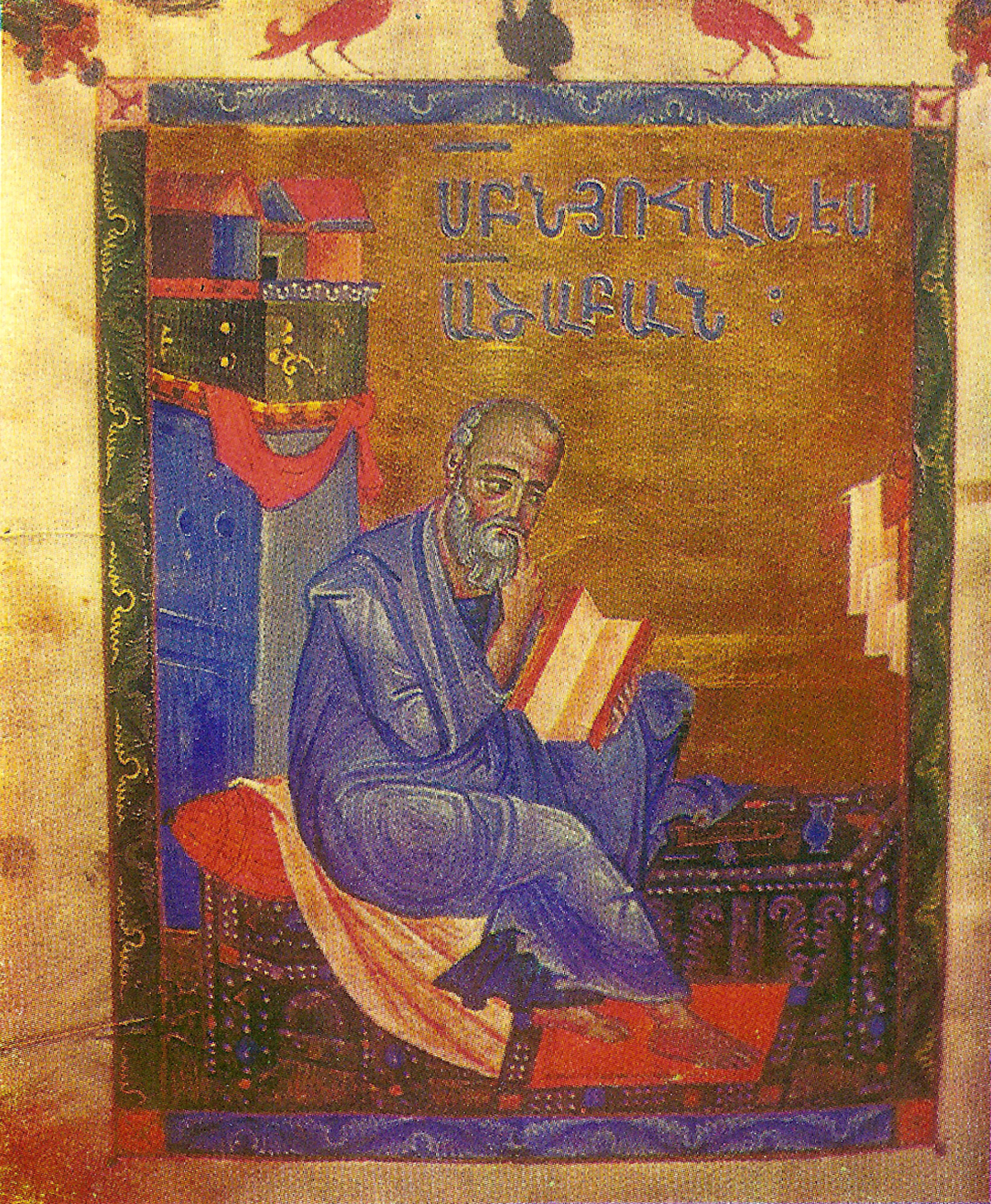
Apoštol Jan
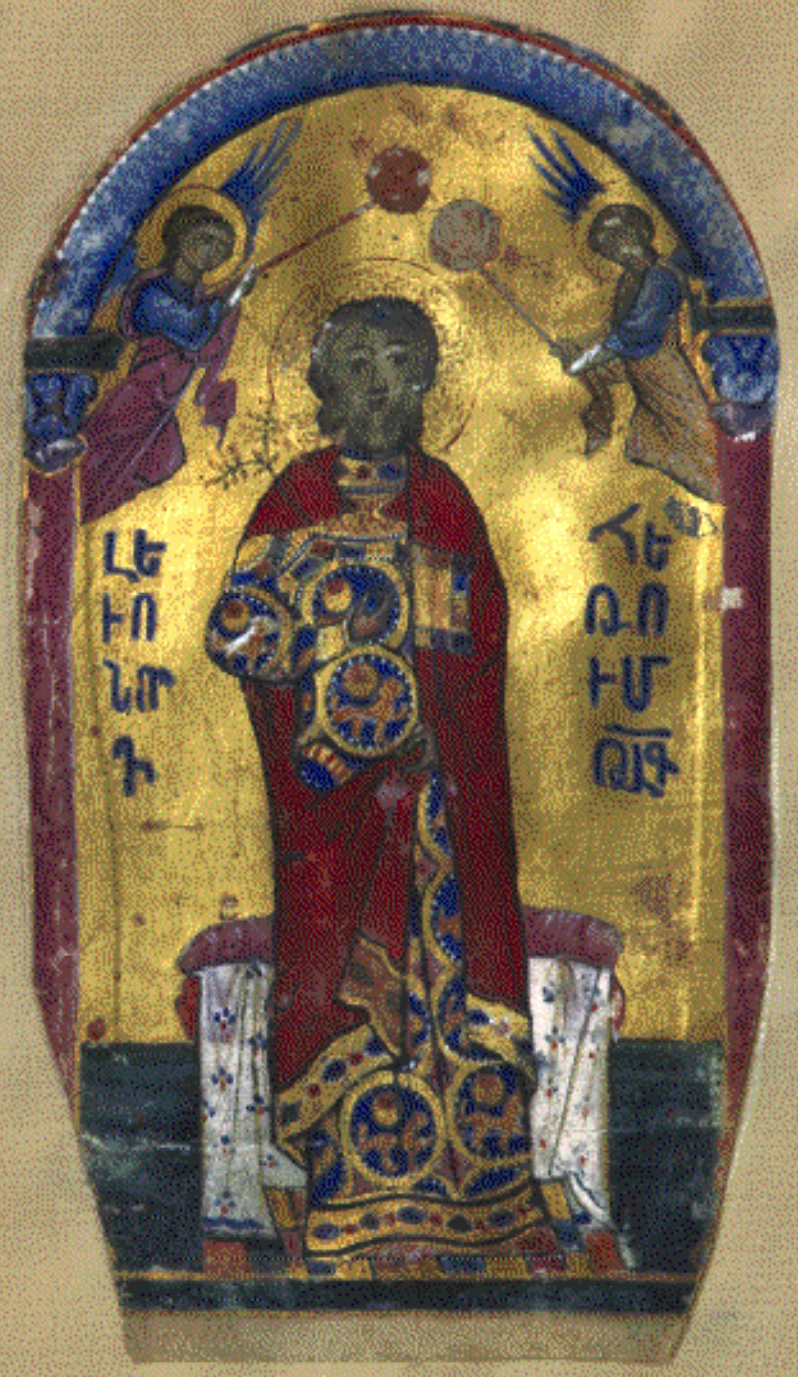
Portrét prince Levona
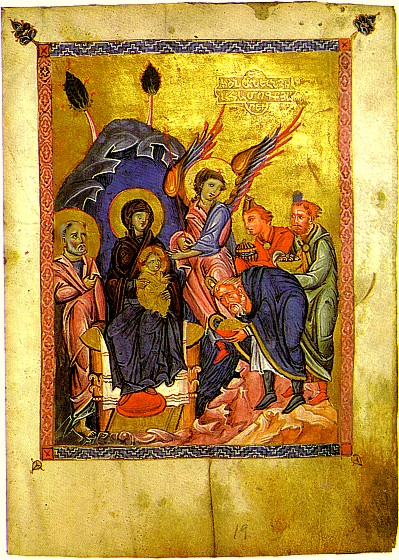
Malatské evangelium – klanění tří králů
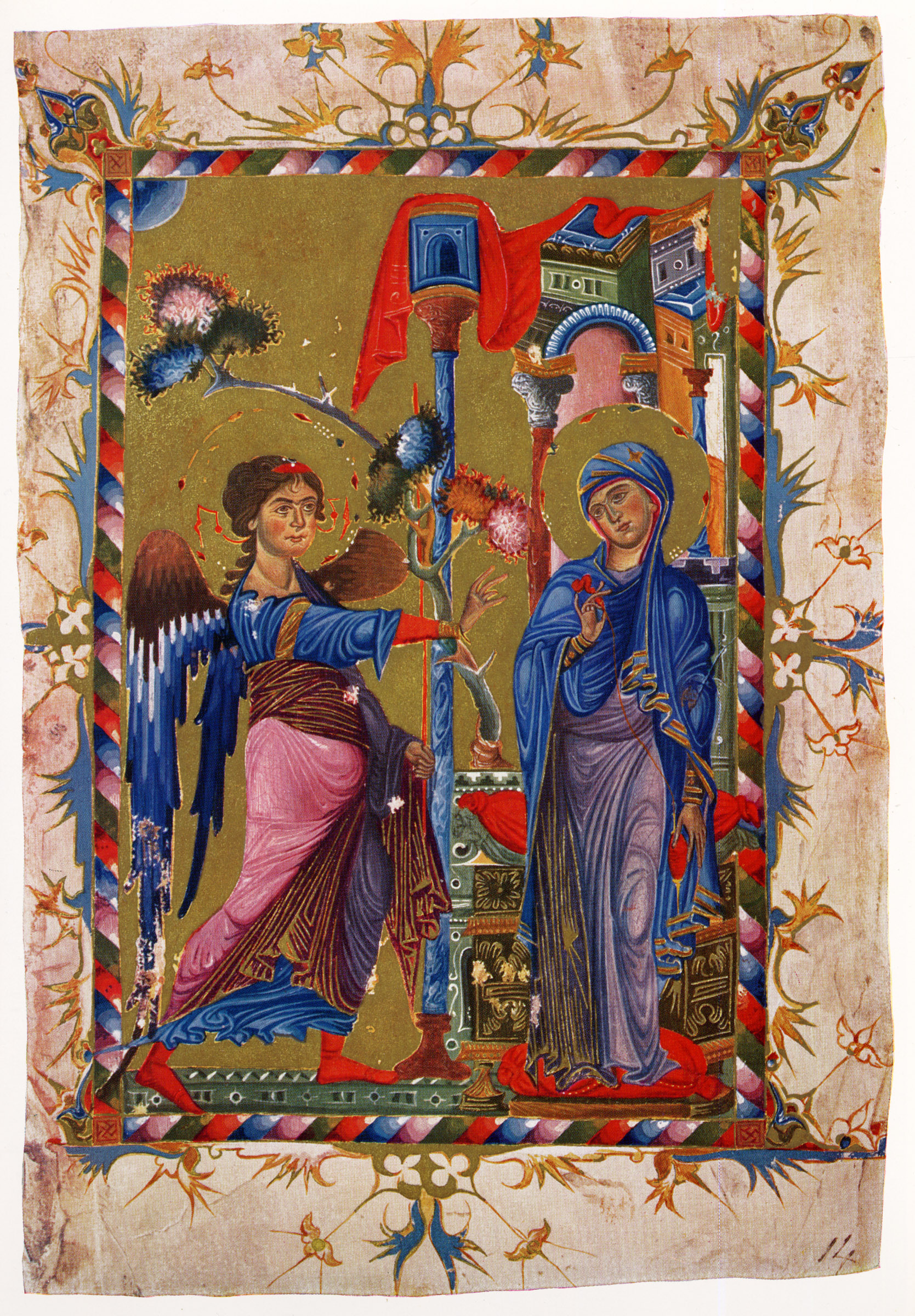
Zvěstování
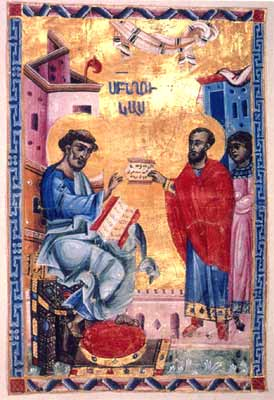
Svatý Lukáš
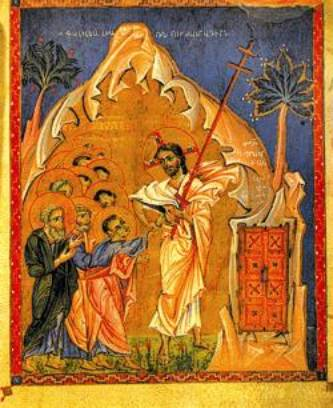
Nevěřící Tomáš
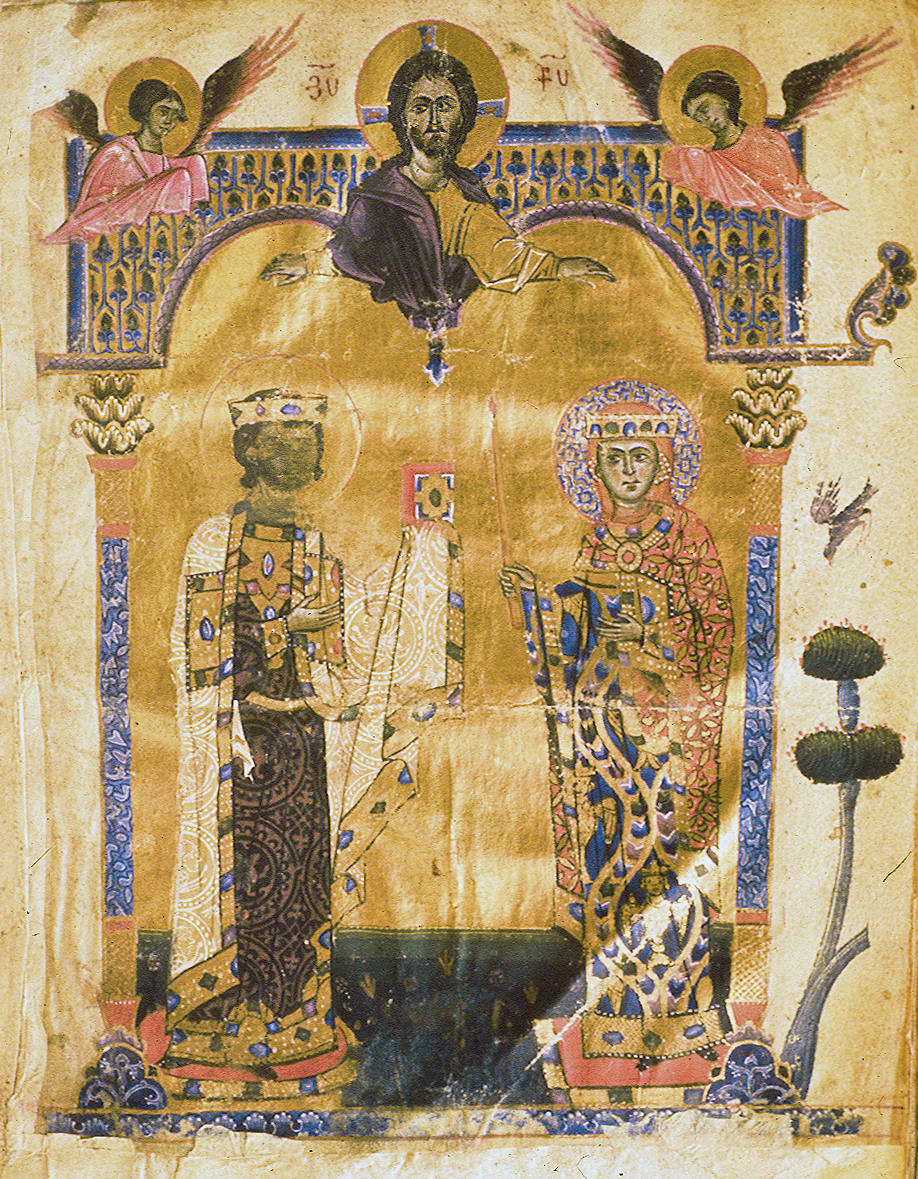
Portrét krále Levona a královny Keran
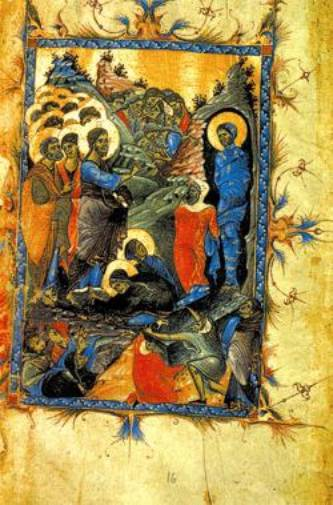
Vzkříšení Lazara